# CFR-Damm
Als CFR-Damm oder mit der Kurzform CFRD wird eine spezielle Bauform von Staudämmen bezeichnet. Die Abkürzung steht für die englische Bezeichnung Concrete Faced Rockfill Dam, die sinngemäß mit „Steinschüttdamm mit Betonabdeckung“ übersetzt werden kann.

## Aufbau und Herstellung
Ein CFR-Damm wird zunächst aus einer groben Steinschüttung hergestellt (rockfill dam). Anschließend folgt auf der wasserseitigen Böschung des Damms der Guss einer Betonschale (concrete face). Die in vertikalen Streifen hergestellte Betonoberfläche erhält lediglich eine leichte Bewehrung aus Stahl zur Verhinderung von Rissen („Rissbewehrung“). Die Streifen können bis zu 15 m breit sein und werden mit Hilfe von Gleitschalungen vom Fuß bis zur Krone des Damms in einem Stück betoniert, wodurch die Zahl der Fugen möglichst gering gehalten wird. Die unvermeidbaren, senkrechten Fugen zwischen den Betonstreifen werden mit Fugenbändern verschlossen. Dafür kommt z. B. Gummi oder ein korrosionsbeständiges Metall, wie Kupfer, zum Einsatz.
Für den wasserdichten Anschluss der Betonschale an die Untergrundabdichtung des zukünftigen Stausees werden CFR-Dämme mit einer Herdmauer ausgestattet, die aus Stahlbeton hergestellt wird und meist auch mit Kontrollgängen zur Wartung und Überprüfung der Abdichtung ausgestattet ist.

## Ursprung und Entwicklung
Der Ursprung des CFRD-Prinzips liegt im kalifornischen Goldrausch, als Goldsucher Schüttdämme mit Holzbohlen als Dichtung zur Wasserumleitung bauten. Das Holz wurde später durch Beton ersetzt, als das Konzept bei Bewässerungs- und Wasserkraftanlagen angewandt wurde. Als treibende Kraft bei der Entwicklung moderner CFRDs gilt der US-amerikanische Bauingenieur J. Barry Cooke.
In den 1960er Jahren wurde begonnen, CFR-Dämme auch im großen Maßstab zu bauen. Das Schüttmaterial wurde zur Erhöhung der Standsicherheit verdichtet und die Betonabdichtung erstmals in vertikalen Streifen, also ohne horizontale Fugen hergestellt. In den folgenden Jahrzehnten wurde die CFRD-Bauweise immer populärer. Insbesondere in China wurden und werden große CFR-Dämme errichtet.
Zurzeit ist der im Jahr 2008 fertiggestellte Shuibuya-Staudamm in China mit 233 m Höhe der größte CFR-Damm.
Die im Bau befindliche Changheba-Talsperre, ebenfalls in China, wird nach ihrer Fertigstellung den Shuibuya-Damm mit 240 m um sieben Meter überragen.

## Liste der größten CFR-Staudämme
Die Liste berücksichtigt alle CFR-Dämme mit einer Höhe von über 150 m.
| Talsperre         | Höhe  | Land                | Nutzung seit          |
| ----------------- | ----- | ------------------- | --------------------- |
| Changheba         | 240 m | Volksrepublik China | im Bau                |
| Shuibuya          | 233 m | Volksrepublik China | 2008                  |
| Tasang            | 228 m | Myanmar             | im Bau                |
| Jiangpinghe       | 221 m | Volksrepublik China | 2010                  |
| La Yesca          | 210 m | Mexiko              | 2012                  |
| Bakun             | 207 m | Malaysia            | 2011                  |
| Campos Novos      | 202 m | Brasilien           | 2006                  |
| Kárahnjúkavirkjun | 196 m | Island              | 2007                  |
| El Cajon          | 189 m | Mexiko              | 2007                  |
| Aguamilpa         | 187 m | Mexiko              | 1993                  |
| Sanbanxi          | 186 m | Volksrepublik China | 2006                  |
| Barra Grande      | 185 m | Brasilien           | 2006                  |
| Paute-Mazar       | 185 m | Ecuador             | 2010                  |
| Hongjiadu         | 180 m | Volksrepublik China | 2004                  |
| Tianshengqiao     | 178 m | Volksrepublik China | 1999                  |
| Tankeng           | 162 m | Volksrepublik China | 2008                  |
| Foz do Areia      | 160 m | Brasilien           | 1980                  |
| Zipingpu          | 158 m | Volksrepublik China | 2006                  |
| Malutang          | 156 m | Volksrepublik China | 2009                  |
| Bashan            | 155 m | Volksrepublik China | 2009                  |
| Jilintai          | 152 m | Volksrepublik China | 2005                  |
| Myitsone          | 152 m | Myanmar             | im Bau, zzt. gestoppt |
| Torul-Talsperre   | 152 m | Türkei              | 2007                  |